# 庄河北站
庄河北站位于中华人民共和国辽宁省大连市庄河市徐岭镇衣屯村，经过本站的铁路有丹大快速铁路，距丹东站147公里，大连北站146公里，为客运三等火车站。

## 历史
庄河北站于2015年12月17日随丹大快速铁路一起投入使用。
2019年9月28日海岫铁路和岫庄铁路开始办理客运业务后，沈阳局曾短暂开行过庄河北-岫岩-沈阳的K7337/8次普速旅客列车。但开行仅数月沈阳局方面便以线路安全隐患为由将该趟车次停运。故现时庄河北站并无普速旅客列车停靠。

## 站点联络交通信息
北广场左侧建有出租车停靠场。
庄河市内的两家公交公司九洲公交和交通公交均开通有线路前往庄河市区各地，具体公交线路见下表：
| 线路名        | 所属公司 | 起讫站点          | 票价 | 首末班时间                              |
| ------------- | -------- | ----------------- | ---- | --------------------------------------- |
| 102路（主线） | 九洲公交 | 庄河北站-庄河港   | 1元  | 05:30-19:30（夏季） 05:50-19:00（冬季） |
| 102路（支线） | 九洲公交 | 庄河北站-东大学城 | 1元  | 05:30-19:30（夏季） 05:50-19:00（冬季） |
| 113路         | 交通公交 | 庄河北站-西大学城 | 1元  | 05:30-19:30（夏季） 05:50-19:00（冬季） |

102路的东大学城支线在高校冬季休校期间会暂停运营。此外在每学期的开学季和返乡季，北站会临时加开直达东西两大学城的公交专线，单一票价3元。
庄河北站配套建有公路客运枢纽站，但自建成以来一直未能投入使用。

## 外部連結
- 中国铁路客户服务中心（页面存档备份，存于）